# 栃木県道164号板荷玉田線

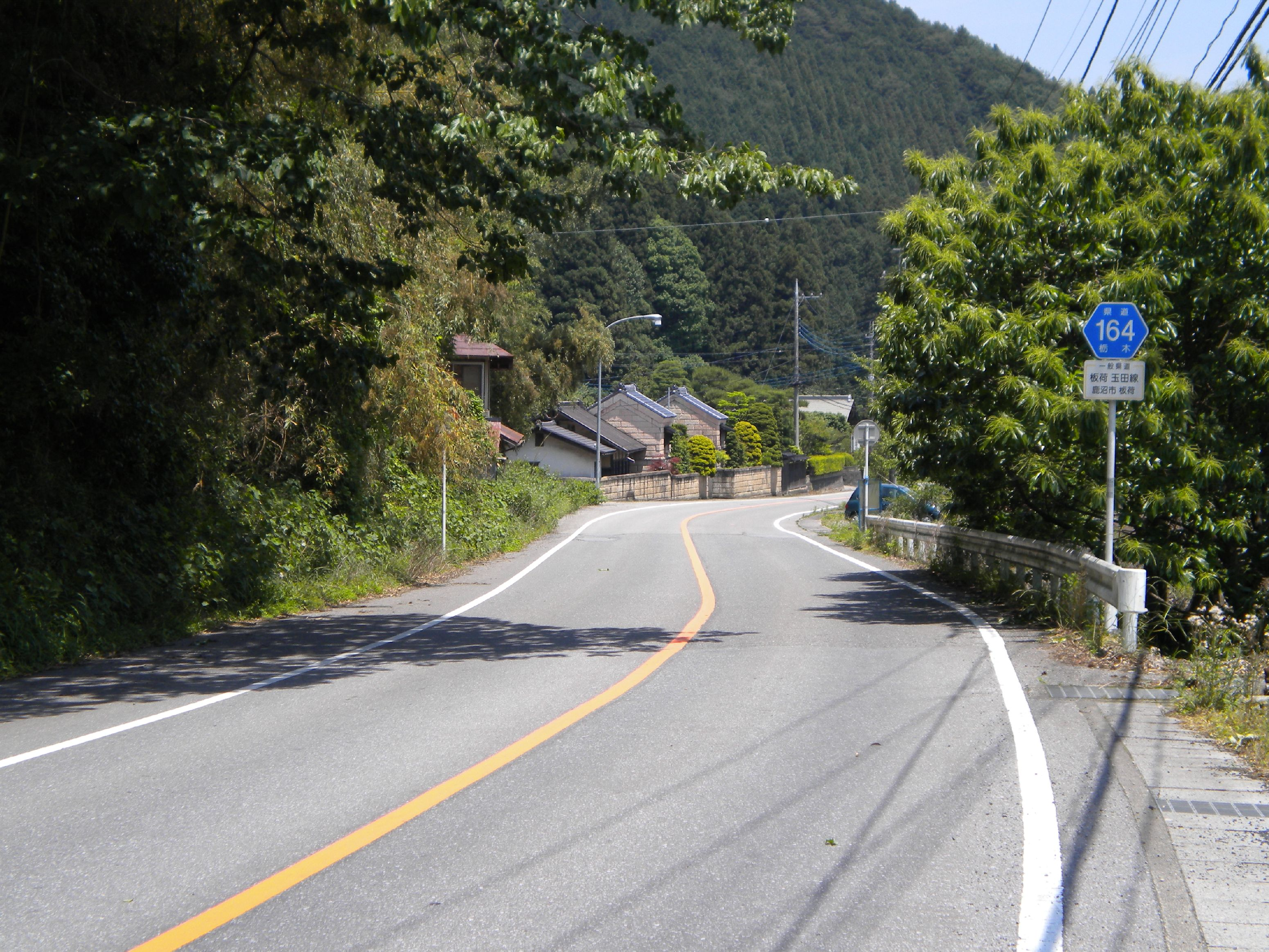
鹿沼市板荷付近

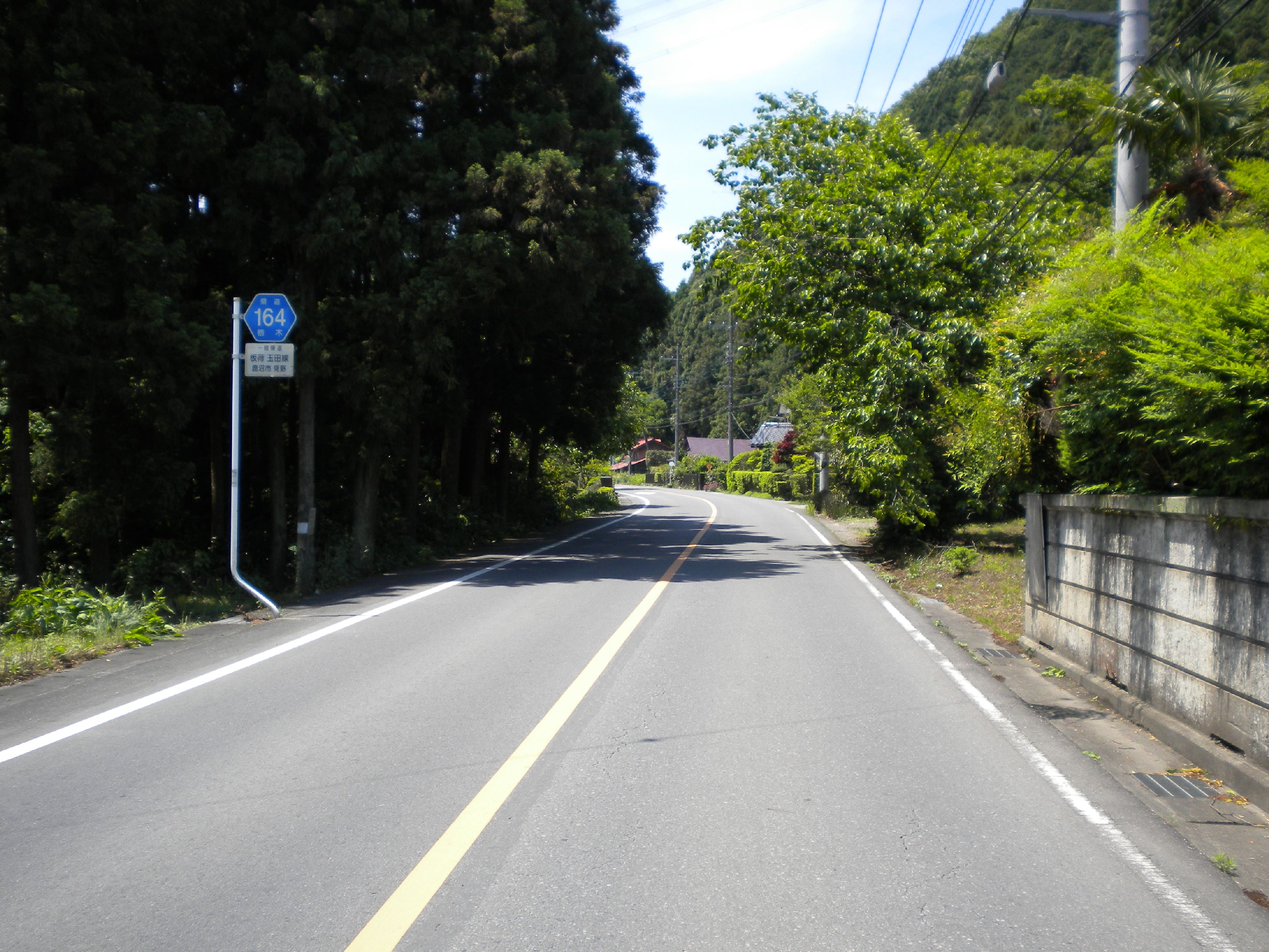
鹿沼市見野付近

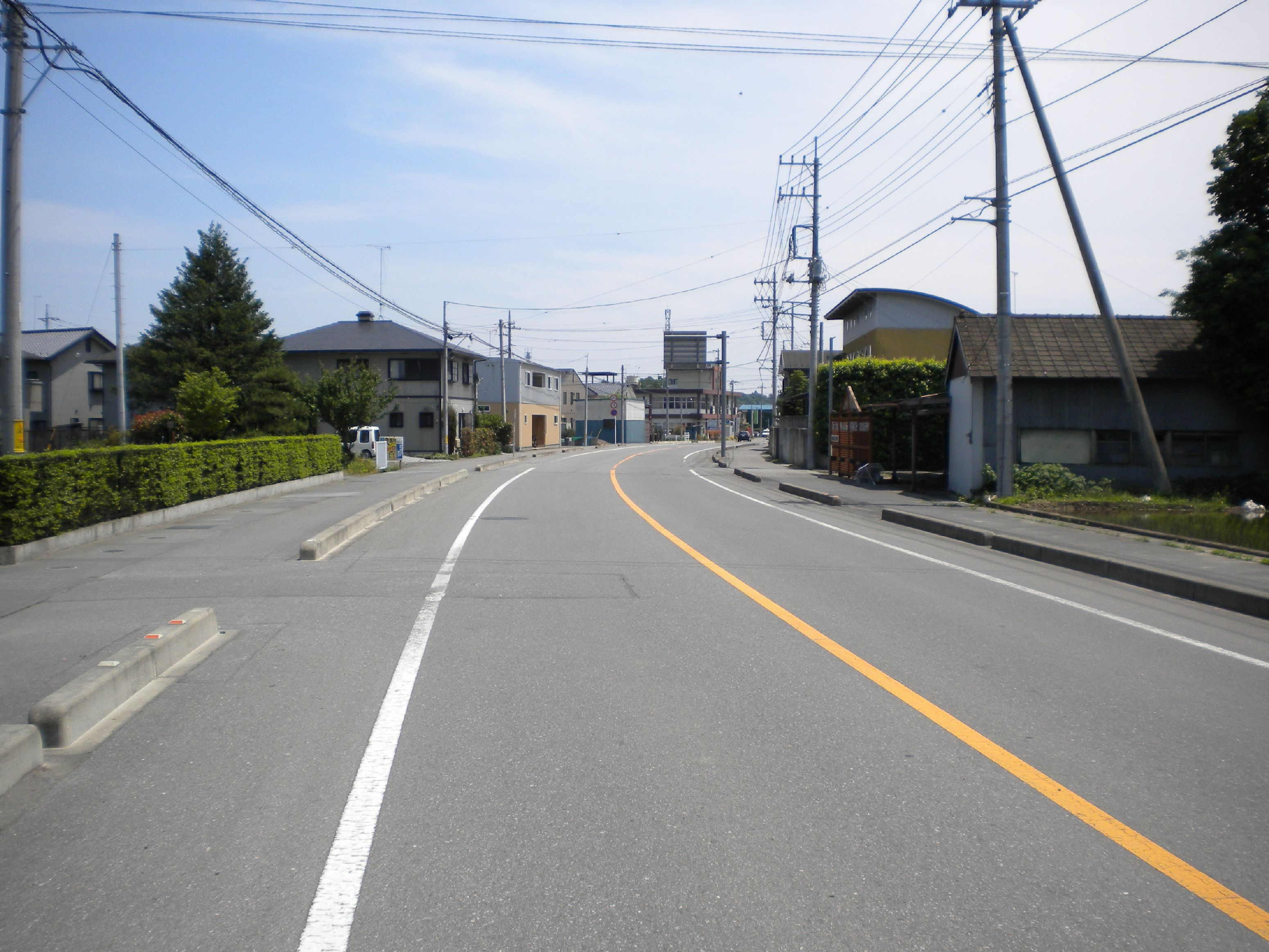
鹿沼市玉田町付近

栃木県道164号板荷玉田線（とちぎけんどう164ごう いたがたまだせん）は、栃木県鹿沼市に位置する一般県道である。

## 概要
鹿沼市北東部の板荷地区（旧板荷村）中心部から黒川に沿って南下し、同地区南部の板荷駅付近や菊沢地区（旧菊沢村）西部を経由して、鹿沼市街地北部で例幣使街道に合流する道路である。全線に渡り東武日光線と並行している。

## 路線データ
- 総延長：9.553km
- 起点：栃木県鹿沼市板荷（栃木県道149号小来川文挟石那田線交点）
- 終点：栃木県鹿沼市玉田町（御成橋西交差点＝国道121号、国道352号交点）
- 認定：1961年（昭和36年）4月1日

## 交差する道路
- 栃木県道281号板荷引田線（鹿沼市板荷）
- 栃木県道268号鹿沼環状線（鹿沼市玉田町・平成橋西交差点）

## 沿線施設
- 東武鉄道日光線 板荷駅